# Hoher Weisszint
Le Hoher Weisszint (en italien : Punta Bianca) est une montagne qui s’élève à 3 370 ou 3 371 m d’altitude dans les Alpes de Zillertal, à la frontière entre l'Autriche et l'Italie.